# 15296 Tantetruus
15296 Tantetruus este un asteroid din centura principală de asteroizi.

## Descriere
15296 Tantetruus este un asteroid din centura principală de asteroizi. A fost descoperit pe 2 ianuarie 1992 la Kitt Peak National Observatory, în cadrul proiectului Spacewatch. Asteroidul prezintă o orbită caracterizată de o semiaxă mare de 2,39 ua, o excentricitate de 0,13 și o înclinație de 2,3° în raport cu ecliptica.